# Bandeira de Trindade (Goiás)
A bandeira de Trindade, com as cores amarelo, azul, branco, verde e vermelho, representa a cidade do estado de Goiás, Trindade.

## Descrição
A bandeira de Trindade consiste em duas faixas horizontais verdes e duas faixas horizontais amarelas. Sobreposta, há um losango, semelhante a bandeira do Brasil, de cor azul. No centro, encontra-se o brasão do município, com a data da fundação da cidade, quando se desmembrou do extinto município de Campinas, 16 de julho de 1920.

## Significados
- cor verde: representa o país, Brasil.
- cor amarela: representa o estado, Goiás.
- cor azul: representa a cidade, Trindade.
- cor branca: representa a paz.
- cor vermelha: representa o catolicismo.
- três estrelas: representa o Pai, Filho, Espírito Santo.
- mãos entrelaçadas: representa a concórdia e a fraternidade.